# Solmaris leucostyla
Solmaris leucostyla är en nässeldjursart som först beskrevs av Will 1844.  Solmaris leucostyla ingår i släktet Solmaris och familjen Solmarisidae. Inga underarter finns listade i Catalogue of Life.